# Lezáun
Lezáun è un comune spagnolo di 280 abitanti situato nella comunità autonoma della Navarra.